# Carcharhinus albimarginatus
Carcharhinus albimarginatus là một loài cá mập lớn thuộc họ Carcharhinidae, phân bố phân tán khắp vùng nhiệt đới Ấn Độ Dương và Thái Bình Dương. Loài này thường gặp trên các hải đảo và các rạn san hô, và đã được biết đến ở độ sâu đến 800 m. Loài cá mập này giống như một con cá mập, kích cỡ lớn, màu xám san hô (C. amblyrhynchos), và có thể dễ dàng xác định bởi các lề trắng nổi bật trên các vây của nó. Nó đạt chiều dài tối đa 3 m.
Là một loài ăn thịt hung hãn, mạng mẽ, loài cá mập này ăn nhiều loại cá xương, cá đuối, cá mập nhỏ hơn, và loài thân mềm. 